# Sunniva Næs Andersen
Sunniva Amalie Næs Andersen, född 12 november 1996 i Skien, är en norsk handbollsspelare som spelar för Vipers Kristiansand och Norges damlandslag i handboll.

## Klubbkarriär
Andersen spelade i sin hemstad för Gjerpen IF. Med laget blev hon uppflyttad till den högsta norska ligan 2016. Under säsongen 2016/2017 i högstaligan vann hon klubbens skytteliga. Hon tappade senare motivationen för handbollen och hon tänkte koncentrera sig på sina studier, som hon påbörjat i Kristiansand. Efter att Kenneth Gabrielsen, handbollstränare i Vipers Kristiansand, fått veta att Andersen flyttat till Kristiansand kontaktade han henne. Hon spelade sedan för farmarklubben Våg i den tredje högsta norska ligan och tillhörde truppen i Vipers men bara i nödsituationer. På grund av den skador på två kantspelarna Vilde Kaurin Jonassen och Karoline Olsen debuterade hon för Vipers i september 2017 mot Byåsen IL. En månad senare spelade hon i Champions League mot det franska laget Metz Handball. I november 2017 bidrog Andersen med hela tio mål i semifinalsegern med 30-21 i norska cupen mot Storhamar Håndball. Med Vipers vann hon både det norska mästerskapet och den norska cupen säsongen 2017/18.
Andersen skrev på ett kontrakt med Vipers sommaren 2018. Säsongen 2018/2019 försvarade laget sina titlar. Samma säsong var hon med Vipers i Final Four i Champions League, där Vipers slutade trea. En säsong senare vann Vipers den inledande omgången av det norska mästerskapet och den norska cupen. På grund av COVID-19-pandemin avbröts de norska ligaslutspelet i mars 2020. Hon vann sedan Champions League 2021 och 2022, norska mästerskapet 2021 och 2022 och norska cupen 2021. Med Vipers har hon nu vunnit 6 norska ligatitlar (2018, 2019, 2020, 2021, 2022, 2023), 6 cuptitlar (2017, 2018, 2019, 2020, 2021, 2022/23) och vunnit EHF Champions League 2021, 2022 och 2023.

## Landslagskarriär
Andersen spelade 12 landskamper för det norska juniorlaget, och hon gjorde 44 mål. Efter att ha debuterat för U-20 landslaget den 24 juni 2016 deltog Andersen i U20-VM 2016 mindre än en vecka senare. Hon bidrog med totalt 39 mål och laget blev femma. Andersen spelade två landskamper för det norska B-landslaget den 28 och 29 september 2018, där hon gjorde fem mål. Den 10 oktober 2021 debuterade hon för det norska seniorlandslaget. Andersen blev uttagen i det norska A-lagets bruttotrupp inför EM 2020 i Danmark, men var inte bland de 16 uttagna. Vid EM 2022 var hon med i nettotruppen och vann med Norge sin första internationella titel med landslaget.

## Refefernser
1. ↑  NTB (27 april 2016). ”(+) Gjerpen tilbake i eliteserien” (på norska). rbnett.no. https://www.rbnett.no/sport/i/k6w7Mj/gjerpen-tilbake-i-eliteserien. Läst 5 december 2022.
2. ↑  Håkonseth, Gjermund (7 november 2017). ”Vipers slo Storhamar – klare for NM-finalen” (på norskt bokmål). NRK. https://www.nrk.no/sorlandet/vipers-slo-storhamar-_-klare-for-nm-finalen-1.13768756. Läst 5 december 2022.
3. ↑  ”Ny spiller klar for Vipers: – Hun er en målmaskin” (på norskt bokmål). www.aftenposten.no. https://www.aftenposten.no/sport/i/Opyxj1/ny-spiller-klar-for-vipers-hun-er-en-maalmaskin. Läst 5 december 2022.
4. ↑  AS, TV 2 (29 december 2019). ”Tredje strake NM-gull for Vipers” (på norska). TV 2. https://www.tv2.no/sport/håndball/tredje-strake-nm-gull-for-vipers/11098995/. Läst 5 december 2022.
5. ↑  ”REMA 1000-ligaens sluttspill avlyst | handball.no” (på norska). handball.no - Norges Håndballforbund. https://www.handball.no/nyheter/2020/03/rema-1000-ligaens-sluttspill-avlyst/. Läst 5 december 2022.
6. ↑  [https://archive.ihf.info/files/CompetitionData/9cb0d63b-e3a5-48b7-85d3-aec6c4270280/pdf/NORTOTAL.pdf ”2016 IHF WOMEN'S JUNIOR (U20) WORLD CHAMPIONSHIP IN RUS
INDV/TEAM TOTAL STATISTICS Norge”]. IHF. 15 juli 2016. https://archive.ihf.info/files/CompetitionData/9cb0d63b-e3a5-48b7-85d3-aec6c4270280/pdf/NORTOTAL.pdf. Läst 5 december 2022.
7. ↑  ”handball.no : Statistikk, Landskamper”. handballold.nif.no. https://handballold.nif.no/Statistikk_Landskamper.asp?LagId=&VS=&SpillerId=258080. Läst 5 december 2022.
8. ↑  ”Norway / Women (adults) - Players, Team & Season Info | EHF” (på engelska). ehfeuro.eurohandball.com. https://ehfeuro.eurohandball.com/women/2022/teams/details/ZjQ56csV15kK1DGDz11m4Q/norway/. Läst 5 december 2022.